# Samsø-Aarhus Forbindelsen
Samsø-Aarhus Forbindelsen var en  hurtigfærgeforbindelse mellem Samsø og Aarhus, der blev drevet i 2016 af Samsø Aarhus Expressen A/S.
Initiativet til Samsø-Aarhus Forbindelsen blev taget til foreningen af samme navn. Foreningen etablerede et aktieselskab, der skulle drive ruten med en enkelt katamaranfærge, der blev indkøbt i Norge for 5 mio. kr.  
Sejladsen på ruten blev påbegyndt i sommeren 2016. Det viste sig imidlertid, at der ikke var et tilstrækkeligt kundeunderlag til ruten og efter indstilling af sejladsen den 25. oktober 2016 grundet vinteren, kunne selskabet bag færgeruten ikke skaffe tilstrækkelig økonomi til videreførelse af ruten i 2017. Selskabet gik konkurs i 2017.

## Færgen
Færgen blev indkøbt i Norge, hvor den i en årrække sejlet i Bergen-området under navnet Sogneprinsen.
Generalforsamlingen for foreningen Samsø-Aarhus Forbindelsen vedtog lørdag den 23. april 2016 at færgen skulle hedde "M/F Issehoved". Færgen opkaldes dermed efter Samsøs nordspids Issehoved. Navnet begrundes med at man fra Issehoved kan se færgen på hele sejladsen til Aarhus.
I forbindelse med indstillingen af ruten blev færgen afhændet til en privatperson.